# 춘양초등학교 (전남)
춘양초등학교는 대한민국 전라남도 화순군 춘양면 석정리에 있는 공립 초등학교이다.

## 학교 연혁
- 1927년 5월 10일 춘양공립보통학교(4년제) 개교설립인가 5월 1일
- 1931년 4월 1일 6년제 인가
- 1938년 4월 1일 춘양공립심상소학교로 개칭
- 1941년 4월 1일 춘양공립국민학교로 개칭
- 1950년 4월 1일 춘양국민학교 명칭 변경
- 1961년 3월 24일 월평분교장 설치
- 1981년 3월 5일 병설유치원 개원
- 1994년 3월 1일 월평분교장 통합
- 1996년 3월 1일 춘양초등학교로 개칭
- 2016년 3월 1일 김경순 교장 부임(제32대)
- 2017년 2월 10일 제86회 졸업 (총 7,483명 배출)

## 참고 자료
- 춘양초등학교 - 한국교육학술정보원 학교알리미